# Império do Espírito Santo da Rua da Igreja
O Império do Espírito Santo da Rua da Igreja localiza-se na freguesia da Ribeirinha, no concelho de Angra do Heroísmo, na Ilha Terceira, nos Açores.

## História
Edificado como devoção e homenagem ao Divino Espírito Santo, foi reconstruído em 1898, conforme Alvará datado de 16 de Maio daquele ano. Situava-se então no átrio da Igreja Paroquial São Pedro da Ribeirinha tendo sido transferido para o atual sítio na década de 1920.
Destaca-se por ter sido o único Império da Terceira onde existiu a figura dos "esmoleiros", quatro mordomos vestidos igualmente, portando um bordão pintado de cores garridas e um saco de linho bordado à mão, para transportar o trigo quando do peditório para o Segundo Bodo (Domingo da Trindade) do Divino Espírito Santo.